# مدرسة جون
مدرسة جون John school هي اسم يطلق على برنامج تعليمي وتأهيلي للمدانين في قضايا الدعارة، وبدأ في الولايات المتحدة الأمريكية. 

## الغرض من البرنامج
وهو شكل من أشكال الأحكام القضائية في قضايا الدعارة، وتقضي بأن يلتحق المدان باللجوء إلى بيوت الدعارة، ببرنامج يسمى مدرسة جون، حيث يتم تثقيفه وتعليمه عن أضرار تلك البيوت، وعن الأمراض الجنسية المحتملة الحدوث، وعن الأضرار الاجتماعية التي تحدث نتيجة اللجوء لتلك الممارسات الجنسية غير المشروعة.

## التمويل
يدفع الملتحق بذلك البرنامج الرسوم، وتذهب تلك الرسوم لاستمرار البرنامج أو توجه إلى برامج مساعدة المومسات أو المشاريع الاجتماعية داخل مناطق الخط الأحمر.

## أول مدرسة جون
بدأ أول برنامج شامل لمدرسة جون في سان فرانسيسكو في عام 1995 . وتم إنشاء مدارس جون في الولايات المتحدة وكندا وكوريا الجنوبية والمملكة المتحدة.